# Забірченко Дмитро Олександрович
Дмитро Олександрович Забірченко (нар. 15 червня 1984, Дружківка) — український професійний баскетболіст і тренер, який нині очолює київський «Будівельник». Виступав за національну збірну команду України. Майстер спорту України міжнародного класу.

## Життєпис
Дмитро Забірченко народився 15 січня 1984 року в місті Дружківка Донецької области (нині Україна). Після закінчення школи вступив до Маріупольського економіко-гуманітарного університету. 
Першим тренером був Леонід Миколайович Морозов. 2001 року Дмитро почав виступати за клуб «Азовмаш». Після цього грав за «Маріуполь», «Будівельник», «Донецьк», БК «Київ», «Кривбас», також був закордонний досвід — у Грузії, де виступав за клуб «Сухумі». Завершив кар'єру гравця 2017 року. 

### Виступи за збірну
Разом зі збірною України брав участь на чемпіонаті Європи 2011 (Литва),  чемпіонаті Європи 2013 (Словенія), де зайняли 6 місце.
Капітан національної збірної України з баскетболу на Кубку Світу 2014.
Рекордсмен за кількістю матчів за збірну України — провів 42 матчі.

### Тренерська кар'єра
2018 року розпочав кар'єру тренера в БК «Тернопіль-ТНЕУ». У 2020 році під його керівництвом баскетбольний клуб «Тернопіль» вийшов в Українську суперлігу.
Сезон 2022-2023 розпочав тренером у «Будівельнику», з яким здобув золоті медалі чемпіонату України.

## Здобутки

### Гравця
- Чемпіон Чемпіонату України: 2002-2003, 2003-2004, 2010-2011.
- Срібний призер Чемпіонату України: 2004-2005, 2008-2009, 2012-2013.
- Бронзовий призер Чемпіонату України: 2001-2002, 2013-2014, 2014-2015, 2015-2016.
- Володар Кубок України: 2002, 2003, 2012, 2015.
- Призер Кубок України: 2010, 2016.

### Тренера
- Чемпіон Чемпіонату України: 2022-2023.
- Бронзовий призер Вищої Ліги України: 2018-2019.